# Мартинес, Эдуардо
Эдуа́рдо Марти́нес (исп. Eduardo Martínez; дата рождения неизвестна, вероятно, вторая половина 1890-х годов, — дата смерти неизвестна) — уругвайский футболист, выступавший на позиции полузащитника. Олимпийский чемпион 1928 года (на турнире не играл).

## Биография
Эдуардо Мартинес провёл всю свою карьеру в составе клуба «Мисьонес». Начал играть за эту команду ещё в те времена, когда она выступала в третьем дивизионе чемпионата Уругвая, и постепенно пробился с ней в элитный дивизион. В 1916 году он уже был основным игроком в полузащите, иногда действуя также и в атаке своей команды. В 1917 году «Мисьонес» пробился во второй дивизион.
В 1923 году в уругвайском футболе произошёл раскол, от Ассоциации футбола отделилась Федерация футбола Уругвая, которая стала проводить самостоятельный чемпионат. Именно в турнире под эгидой ФУФ и дебютировал на высшем уровне Эдуардо Мартинес вместе со своей командой. На протяжении нескольких лет, в том числе и после объединения двух чемпионатов, «Мисьонес» показывал стабильно высокие результаты и, по версии официального сайта современного клуба «Мирамар Мисьонес», это были «золотые годы» в истории клуба. За команду в разное время выступали такие будущие звёзды, как Хуан Карлос Кальво, Энрике Бальестерос, Хосе Леандро Андраде. К этой плеяде относился и Мартинес.
В 1928 году Эдуардо Мартинес поехал вместе со сборной Уругвая на Олимпийские игры в Амстердам. Это произошло благодаря тому, что Хосе Леандро Андраде первоначально отказался ехать на турнир. Но в последний момент он сел на корабль и в итоге именно он выступил на турнире и стал двукратным Олимпийским чемпионом. А Мартинес не мог быть заявлен на турнир, поскольку тогда в заявке было лишь 22 места. Несмотря на это, Эдуардо Мартинес присутствует в числе участников сборной Уругвая на официальном сайте ФИФА. Поэтому Мартинес также считается Олимпийским чемпионом.
Эдуардо Мартинес продолжил карьеру в «Мисьонесе». О его дальнейшей судьбе нет данных.
Любительский чемпионат департамента Канелонес носит имя Эдуардо Мартинеса Монегаля, также в Канелонесе есть одноимённый стадион. Назван ли он в честь Олимпийского чемпиона, либо же однофамильца, данных нет.

## Титулы и достижения
- Олимпийский чемпион (1): 1928
- Чемпион Южной Америки (1): 1926